# Hampstead Theatre
L'Hampstead Theatre è un teatro londinese sito nel borgo di Camden. 

## Storia
Il teatro originale, l'Hampstead Theatre Club, aprì nel 1959 a Moreland Hall. Nel 1962 il teatro fu trasferito a Swiss Cottage, dove rimase per quarant'anni, finché nel 2003 il teatro attuale fu costruito ad Hampstead. Il teatro comprende due sale, una principale da 325 posti e una secondaria che ospita cento spettatori.
Nel corso della sua storia il teatro ha ospitato le prime (nazionali o assolute) di diverse opere teatrali e musical di rilievo, tra cui La stanza di Marvin, Good People, 'night, Mother, The Humans, Anna in the Tropics, Dinner with Friends, Burn This, The Elephant Man, Sunny Afternoon, Drawing the Line, Cost of Living, Slavs!, Il calapranzi e The Intelligent Homosexual's Guide to Capitalism and Socialism with a Key to the Scriptures.
Nel corso dei suoi sessant'anni, le scene dell'Hampstead Theatre sono stante calcate da  attori di successo come Imelda Staunton, Rupert Everett, Simon Russell Beale, Maisie Williams, Andrew Lincoln, Tamsin Greig, Penelope Wilton, Harriet Walter, James McAvoy, Julia McKenzie, Liam Neeson, Ian Holm, Stockard Channing, Jude Law e Sharon D. Clarke.

## Direttori artistici
- James Roose-Evans (1959–1971)
- Vivian Matalon (1971–1973)
- Michael Rudman (1973–1978)
- David Aukin (1978–1984)
- Michael Attenborough (1984–1988)
- Jenny Topper (1988–2003)
- Anthony Clark (2003–2010)
- Edward Hall (2010–2019)
- Roxana Silbert (2019-2022)